# Дьяченко, Григорий Иванович
Григо́рий Ива́нович Дьяче́нко (род. 26 мая 1965, Андрияшевка, Одесская область) — государственный и политический деятель, предприниматель Приднестровской Молдавской Республики (ПМР). Депутат Верховного совета Приднестровской Молдавской Республики IV, V, VI и VII созывов.

## Биография
Григорий Дьяченко родился 26 мая 1965 года в селе Андреяшевка, Одесская область.
Отец — Иван Михайлович Дьяченко — сельский ветеринарный врач, умер в 2016 году. Мать — Мария Андреевна Дьяченко — заведующая Балтской городской библиотекой, на пенсии.
В 1982 году Григорий Дьяченко окончил школу. В том же году поступил в Одесское военное высшее артиллерийское командное ордена Ленина училище имени М. В. Фрунзе.
В 1985 году поступил на юридический факультет в Одесский государственный университет им И. И. Мечникова, который в 1990 году окончил и со свободным дипломом приехал в Тирасполь.
Трудовая деятельность Г. И. Дьяченко в Тирасполе началась юрисконсультом на Домостроительном комбинате.
В 1991 году был принят юрисконсультом в Тираспольский исполком. Работал по совместительству в налоговой инспекции Тирасполя.
В мае 1992 года по его инициативе была создана Регистрационная палата при Министерстве юстиции Приднестровской Молдавской Республики. Указом Президента ПМР Игоря Смирнова о создании Регистрационной палаты при Министерстве юстиции Приднестровской Молдавской Республики Г. И. Дьяченко был назначен её председателем и организовал её работу.
В 1993 году перешёл на работу в Прокуратуру ПМР прокурором общего отдела Прокуратуры ПМР.
В 1994 году принял участие в создании Ассоциации банков Приднестровья. С 1994 года работал в Ассоциации банков Приднестровья исполнительным директором. С 1998 года — председатель Ассоциации банков Приднестровья.
В 1995 году начальник юротдела завода «КВИНТ» по совместительству.
В 2003 году получил второе высшее образование экономиста, окончив Международную академию управления персоналом.
В 2005, 2010, 2015 и в 2020 годах избирался жителями избирательного округа «Кировский» Тирасполя депутатом Верховного Совета Приднестровской Молдавской Республики.
С 2016 года — преподаватель Военного института имени Лебедя по совместительству.
В 2019 получил квалификацию преподавателя, окончив ГОУДПО «Институт развития образования и повышения квалификации».
По решению Верховного Совета является членом Наблюдательного Совета Приднестровского Республиканского банка Приднестровской Молдавской республики.
Член международной благотворительной организации «Lions Club» (Клуб Львов) и Товарищества украинской культуры «Червона калина».
Женат. Отец троих детей, сын — Глеб, две дочери — Алёна и Александра.

## Награды
- Почётная грамота Первого Президента ПМР И. Н. Смирнова;
- Медаль «За трудовую доблесть»;
- Почётный знак «Заслуженный работник Приднестровской Молдавской Республики»;
- Орден «Трудовая слава»
- Орден Почёта.